# Star Trek (film 2009)
Star Trek, noto nel fandom anche con la sigla ST XI, è un film di fantascienza del 2009 diretto da J. J. Abrams. È l'undicesima pellicola della serie cinematografica di Star Trek.
Il film costituisce un reboot della serie classica di Star Trek (1966-1969) e ha per tema le prime avventure dei personaggi della serie. Il riavvio viene giustificato all'interno della storia con l'introduzione di una linea temporale alternativa: un universo parallelo che cancella il continuum delle precedenti serie. Un anziano Spock (Leonard Nimoy) torna accidentalmente indietro nel tempo dopo essere stato risucchiato da un buco nero, interferendo così con gli eventi.
È stato il primo film di Star Trek a essersi aggiudicato un premio Oscar nel 2010 quale miglior trucco, ricevendo altre tre candidature. Ha avuto due seguiti, Into Darkness - Star Trek (2013) e Star Trek Beyond (2016).
La pellicola è stata dedicata alla memoria di Gene Roddenberry, ideatore di Star Trek, e di sua moglie Majel Barrett Roddenberry, scomparsa durante la lavorazione del film.

## Trama
Anno 2233. La nave stellare della Federazione dei Pianeti Uniti USS Kelvin sta  pattugliando lo spazio vicino a una supergigante rossa, quando improvvisamente i sensori gravitazionali della nave impazziscono: davanti ai membri dell'equipaggio si forma un buco nero dal quale fuoriesce una gigantesca astronave romulana, la Narada, che li attacca. Il primo ufficiale romulano, Ayel, richiede un incontro con il capitano della Kelvin, Robau, per negoziare un cessate il fuoco; una volta che quest'ultimo è giunto a bordo della Narada, i Romulani gli mostrano degli ologrammi di una misteriosa nave e di un certo Ambasciatore Spock, chiedendogli informazioni al riguardo. Dopo aver negato di saper qualcosa e aver riferito la data stellare, Robau viene ucciso da Nero, capitano della Narada, che poi ordina di continuare l'attacco. Sulla Kelvin, il tenente comandante George Kirk (giovane primo ufficiale di Robau, nominato capitano da questi al momento della sua partenza verso la nave romulana) ordina l'evacuazione e fa imbarcare sulle scialuppe di salvataggio l'equipaggio, inclusa sua moglie Winona che è sul punto di partorire. Kirk invece si sacrifica, rimanendo a bordo per fornire copertura alle scialuppe e lanciandosi infine con la sua nave, ormai compromessa, contro la Narada, mentre Winona dà alla luce James Tiberius Kirk.
Trascorrono gli anni, e sul pianeta Vulcano al giovane Spock, un Vulcaniano di madre terrestre, viene proposto di studiare all'Accademia delle Scienze vulcaniana; questi però rinuncia, decidendo di arruolarsi nella Flotta Stellare. Sulla Terra intanto, Kirk, cresciuto senza la guida paterna e diventato un ragazzo scapestrato e temerario, scatena una rissa in un bar contro alcuni cadetti dell'accademia della flotta stellare mentre cerca di fare la corte alla cadetta Nyota Uhura, finché il capitano Christopher Pike non li ferma. Più tardi, l'ufficiale, ricordando a Kirk la morte eroica del padre, lo spinge a iscriversi all'Accademia della Flotta, dove Kirk fa amicizia con il medico Leonard McCoy. Qui, dopo tre anni di addestramento, Kirk tenta per la terza volta il test della Kobayashi Maru, riuscendo a passarlo; dal momento che Spock aveva ideato il test in modo che non potesse essere superato, il giovane cadetto viene accusato dal Vulcaniano di aver imbrogliato, venendo quindi sospeso.
Proprio mentre si sta discutendo della sospensione di Kirk, la Flotta Stellare riceve una trasmissione d'emergenza proveniente da Vulcano. Il capitano Pike prende il comando della USS Enterprise, la nuova ammiraglia della Flotta che si appresta a compiere il suo viaggio inaugurale, ma a sua insaputa, grazie a uno stratagemma di McCoy, sulla nave si imbarca anche Kirk. Giunto nei pressi di Vulcano, l'equipaggio, già avvertito durante il viaggio da Kirk che le condizioni registrate erano identiche a quelle verificatesi nell'occasione in cui era nato, scopre che il pianeta è sotto assedio da parte della Narada, che ha intenzione di distruggerlo; per fare ciò i Romulani si servono della "Sonda", un dispositivo a impulsi ad alta energia che è in grado sia di bloccare le comunicazioni e il teletrasporto dei nemici, sia di perforare la crosta di Vulcano per raggiungerne il nucleo.
La nave di Nero attacca l'Enterprise, sottoponendo a Pike la stessa richiesta rivolta venticinque anni prima a Robau; il capitano accetta e cede il comando al comandante Spock, mentre Kirk viene nominato primo ufficiale. Il piano di Pike prevede però che Kirk, Hikaru Sulu e l'ingegnere Olson, indossando delle tute spaziali, si calino sulla Sonda dalla navetta su cui si sta per imbarcare, in modo da sabotare il congegno. Il piano riesce, nonostante Olson perda immediatamente la vita ritardando troppo l'apertura del paracadute, ma il foro prodotto è sufficiente per permettere a Nero di inviare nelle profondità del pianeta della "Materia Rossa", una sostanza che, se incendiata, dà vita a una singolarità quantica. Mentre Vulcano inizia a implodere e Pavel Chekov riporta Kirk e Sulu sull'Enterprise, Spock, teletrasportatosi sul pianeta, riesce a salvare il padre Sarek e l'Alto Consiglio Vulcaniano, perdendo però sua madre.
Mentre la Narada si dirige verso la Terra, Nero tortura Pike per carpirgli i codici d'accesso delle difese terrestri. Sull'Enterprise, nel frattempo, Kirk tenta di convincere Spock a seguire i Romulani anziché riunirsi al resto della Flotta, ma il Vulcaniano lo accusa di insubordinazione, abbandonandolo sul pianeta ghiacciato Delta Vega. Qui Kirk incontra uno Spock anziano, il quale spiega che lui e Nero provengono da un futuro lontano 129 anni nel quale una supernova minacciava Romulus, il pianeta natale del capitano della Narada. Spock anziano racconta di come provò a usare la Materia Rossa per formare un buco nero che assorbisse la supernova, ma, essendo giunto in ritardo, non riuscì ad attuare il suo piano, mentre l'intero popolo di Nero veniva annientato. La Narada attaccò allora la navetta di Spock, la Jellyfish, ma entrambe furono risucchiate dal buco nero creato dal Vulcaniano finendo indietro nel tempo in due momenti diversi del passato. Nero, entrato per primo nel buco nero, arrivò nel 2233, quando attaccò la USS Kelvin; Spock invece arrivò venticinque anni dopo, nel 2258, quando i Romulani lo stavano attendendo per impossessarsi della Materia Rossa. Nero quindi, teletrasportato Spock su Delta Vega, poté procedere alla distruzione di Vulcano per far provare all'ambasciatore le stesse sofferenze che aveva patito lui. Spock anziano aggiunge di provenire da una linea temporale differente, rivelando che nel suo universo George Kirk non è morto e ha visto il figlio diventare capitano dell'Enterprise.
Spock anziano e Kirk raggiungono una vicina base della Federazione, dove incontrano Montgomery Scott. Questi, secondo l'anziano Vulcaniano, è colui che nel suo universo ha elaborato l'equazione per teletrasportarsi su una nave che viaggia a velocità di curvatura; grazie alle scoperte di Scotty, di cui è a conoscenza, Spock invia quindi i due a bordo dell'Enterprise. Giunti sull'ammiraglia, Kirk, su consiglio del vecchio Spock, provoca la rabbia del giovane Vulcaniano, in modo da condurlo a sospendersi dal comando, essendo coinvolto emotivamente. Divenuto il nuovo capitano, Kirk ordina di lanciarsi all'inseguimento della Narada, nascondendosi tra le nubi gassose di Titano in modo da non farsi scoprire; lui e Spock si teletrasportano dunque sulla nave nemica per salvare Pike e impedire la distruzione della Terra. Kirk riesce a sconfiggere Ayel e a liberare il capitano, mentre Spock prende il comando della Jellyfish e la usa per distruggere la Sonda, che nel frattempo era stata calata sul pianeta. Il Vulcaniano si lancia quindi a velocità di curvatura, portando così anche la nave nemica in una zona del settore lontana dalla Terra, per poi dirigere la sua navetta verso la Narada stessa; subito prima che avvenga l'impatto, Spock, Kirk e Pike vengono però teletrasportati a bordo della sopraggiunta Enterprise, che aveva seguito fin lì le altre due navi. Lo scontro tra la Jellyfish e la Narada attiva la Materia Rossa, generando una singolarità che, congiuntamente ai colpi d'artiglieria della nave di Kirk, distrugge la nave romulana e causa la morte di Nero. Anche l'ammiraglia viene però attratta dal buco nero, senza riuscire a evadere dalla gravità da esso generata nemmeno spingendo al massimo i propri propulsori; su idea di Scotty viene allora espulso il nucleo di curvatura, la cui esplosione al di fuori della nave riesce a sbalzare quest'ultima in salvo lontano dalla singolarità.
L'Enterprise torna sulla Terra, dove Kirk viene promosso al grado di capitano e rileva Pike (nel frattempo divenuto ammiraglio e costretto alla sedia a rotelle per le torture subite) al comando della nave. Spock incontra il suo alter ego anziano, che lo informa di avere selezionato un pianeta abitabile che i Vulcaniani sopravvissuti potranno colonizzare, consigliando inoltre al giovane di continuare a servire nella Flotta Stellare. Sull'Enterprise il capitano Kirk, il suo primo ufficiale Spock e il resto dell'equipaggio partono quindi verso lo spazio profondo.
(Spock anziano)

## Produzione

### Concept
La pellicola è collegata a due albi a fumetti: il primo, Star Trek: Countdown, pubblicato da gennaio ad aprile 2009, racconta la storia di Nero e Spock nel futuro della Next Generation; il secondo, Star Trek: Nero, pubblicato da agosto a novembre, invece è ambientato nello stesso periodo del film e copre 20 anni di storia dei Romulani non vista sullo schermo.

### Cameo
Nel film fa un'apparizione il professor Randy Pausch, autore di una commovente lezione alla Carnegie Mellon University e malato terminale; devoto fan di Star Trek, fu chiamato dal regista J. J. Abrams per fare un'apparizione nel film e dire la battuta "Contatto visivo, capitano" (in inglese Captain, we have visual) al capitano Robau. Donò il suo compenso di 217,06 dollari in beneficenza.

## Colonna sonora
Michael Giacchino, il compositore delle musiche, è un fidato collaboratore di Abrams, per il quale ha composto molte colonne sonore di film e telefilm, come Mission: Impossible III, Up, Lost, Fringe, Alias, Alcatraz e Person of Interest. Tra gli altri storici collaboratori di Abrams troviamo i produttori Damon Lindelof e Bryan Burk, gli sceneggiatori Alex Kurtzman e Roberto Orci e le montatrici Maryann Brandon e Mary Jo Markey.

## Promozione

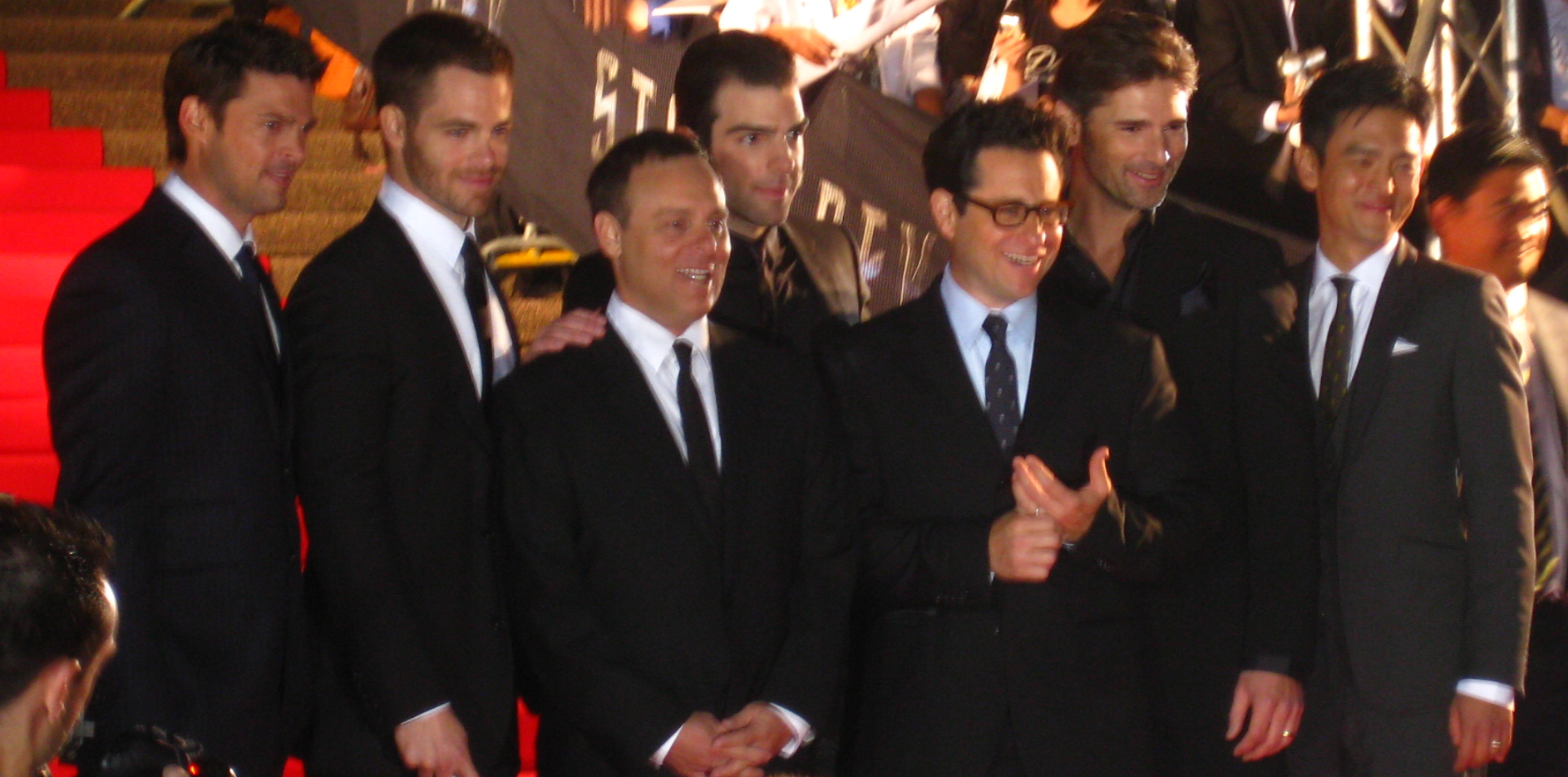
Il cast maschile all'anteprima australiana, Teatro dell'opera di Sydney. Da sinistra a destra: Karl Urban (McCoy), Chris Pine (James T. Kirk), Bryan Burk (produttore esecutivo), Zachary Quinto (Spock), J. J. Abrams (regista), Eric Bana (Nero) e John Cho (Sulu).

Tra il 13 e il 16 novembre 2007, a supporto della presenza del capitano Christopher Pike nel nuovo film, la Paramount presenta negli Stati Uniti e in Europa in più di cinquecento sale cinematografiche selezionate la versione re-digitalizzata del doppio episodio L'ammutinamento della serie classica, incentrato proprio sulle vicende di Pike.
Il 18 gennaio 2008 è stato distribuito il teaser trailer della pellicola, allegato a Cloverfield, film prodotto da J. J. Abrams. Lo stesso regista ha in seguito dichiarato che il successivo trailer sarebbe stato previsto probabilmente per il mese di luglio 2008.
Nel gennaio 2008 è stata lanciata la campagna di marketing virale del film raggiungibile dal sito ufficiale, dove apparivano quattro monitor che seguono altrettante telecamere di sorveglianza che riprendevano l'assemblaggio della nave stellare Enterprise.
Nel luglio 2008 vengono diffusi i primi poster dei personaggi protagonisti Nero, Uhura, Spock, e Kirk. I quattro primi piani, se posizionati l'uno accanto all'altro, formano il simbolo della Flotta Stellare.
A novembre 2008 è stato distribuito il secondo trailer del film (questa volta con immagini del film stesso, e non un semplice teaser), della durata di poco più di due minuti, in due versioni, in una delle quali compare Leonard Nimoy nel ruolo di Spock anziano.
In occasione del Super Bowl 2009 la Paramount ha pubblicato uno spot promozionale del film. Il 6 marzo 2009 è stato distribuito il terzo trailer del film, che ha battuto ogni record registrando cinque milioni di download in cinque giorni. Altri spezzoni in anteprima del film sono stati mandati in onda in uno spot televisivo.
Il 6 aprile 2009, il giorno prima della première ufficiale del film al Teatro dell'Opera di Sydney, a Austin, dove dovevano essere proiettati il film Star Trek II - L'ira di Khan e dieci minuti del nuovo film, è stato proiettato a sorpresa l'intero film.

## Distribuzione
Il film è stato distribuito in Italia dalla Universal Pictures l'8 maggio 2009.

## Accoglienza

### Incassi
Costato 150 milioni di dollari, il film ha riscosso un buon successo commerciale negli Stati Uniti dove, dopo un mese di programmazione, a inizio giugno 2009, era il film più visto dell'anno con 209,5 milioni di dollari di incasso totale; al 7 luglio 2009 l'incasso negli USA era giunto vicino a 250 milioni di dollari e oltre 125 nel resto del mondo, per un totale di 375 milioni di dollari.
Complessivamente, comprese le successive riedizioni, il film ha incassato $ 257 milioni in Nordamerica e quasi $ 128 milioni nel resto del mondo, per un totale di oltre $ 385 milioni di dollari. Pertanto la pellicola ha guadagnato incassi superiori a ogni film della saga (superando il primo Star Trek del 1979), collocandosi secondo dietro al sequel Into Darkness - Star Trek.

### Critica
La critica è stata quasi del tutto unanime nel giudicare positivamente il film, che detiene un 94% di recensioni positive sul sito Rotten Tomatoes, con un voto medio di 8,1/10, facendone la pellicola meglio recensita di tutta la saga.

## Sequel
Il cast principale è in contratto per la realizzazione di due film. Nel marzo 2009 Roberto Orci, Alex Kurtzman e Damon Lindelof sono stati incaricati di scrivere la sceneggiatura di un seguito. J. J. Abrams è stato confermato alla regia e produttore insieme a Bryan Burk.. Il titolo ufficiale del sequel è Into Darkness - Star Trek (Star Trek into Darkness).
Nel 2016, in occasione del cinquantenario del franchise, è stato distribuito il secondo sequel, Star Trek Beyond, anch'esso prodotto da J.J. Abrams, mentre la regia è passata a Justin Lin.

## Riconoscimenti
- 2010 - Saturn Award[17]
  - Miglior trucco a Barney Burman, Mindy Hall, Joel Harlow
  - George Pal Memorial Award ad Alex Kurtzman e Roberto Orci
- 2010 - Premio Oscar[18]
  - Miglior trucco
  - Candidatura al miglior sonoro
  - Candidatura ai migliori effetti speciali
  - Candidatura al miglior montaggio sonoro
- 2009 - National Board of Review Award[19]
  - Migliori dieci film